# The Immortal Man
The Immortal Man je připravované filmové kriminální drama režiséra Toma Harpera a scenáristy Stevena Knighta. Jedná se o filmové pokračování britského televizního seriálu Gangy z Birminghamu (2013–2022), v němž si své role zopakují Cillian Murphy, Stephen Graham, Sophie Rundle, Ned Dennehy, Packy Lee a Ian Peck, vedle Rebeccy Fergusonové, Tima Rotha, Jaye Lycurga a Barryho Keoghana.
Film bude distribuovat Netflix.

## Obsazení
- Cillian Murphy jako Tommy Shelby
- Stephen Graham jako Hayden Stagg
- Sophie Rundle jako Ada Thorne, rozená Shelby
- Ned Dennehy jako Charlie Strong
- Packy Lee jako Johny Dogs
- Ian Peck jako Curly
- Rebecca Fergusonová
- Barry Keoghan
- Tim Roth
- Jay Lycurgo

## Výroba
Britský televizní seriál Gangy z Birminghamu běžel šest sezón mezi lety 2013 a 2022. V lednu 2021 tvůrce pořadu Steven Knight před koncem šesté série diskutoval o budoucnosti seriálu a navrhl celovečerní film, který by mohl být pokračováním příběhu.
V rozhovoru pro časopis Rolling Stone v květnu 2023 herec Cillian Murphy, který hrál hlavní postavu Tommyho Shelbyho ve všech šesti sériích, naznačil ochotu vrátit se k této postavě a řekl: „Pokud tam bude další příběh, rád to udělám. Ale musí to být dobré. Steve Knight napsal 36 hodin pořadu a skočili jsme na vrcholu. Jsem velmi pyšný na tu poslední sérii. Takže by se to muselo zdát odůvodněné a oprávněné dělat další.“ V prosinci 2023 Knight oznámil, že dokončuje scénář k filmu.
V březnu 2024 Knight potvrdil, že se Murphy vrátí ve filmu, aby si zopakoval svou roli Tommyho Shelbyho. Natáčení mělo začít v září 2024 v Digbeth v Knight’s Digbeth Loc Studios. Producenty filmu jsou Knight, Caryn Mandabach, Murphy a Guy Heeley. K září 2024 se k obsazení připojili: Rebecca Fergusonová, Barry Keoghan, Tim Roth a Jay Lycurgo. Od října je známo, že si Stephen Graham, Sophie Rundle, Ned Dennehy, Packy Lee a Ian Peck zopakují své role ze seriálu.
Zprávy ze září 2024 naznačily, že natáčení se bude konat v říjnu 2024 ve městě St Helens v hrabství Merseyside pod názvem The Immortal Man.

### Natáčení
Natáčení probíhalo od 30. září 2024 v ateliérech Digbeth Loc Studios v Birminghamu a v regionu West Midlands. V St Helens byly pro filmování využity bývalé továrny na Pilkington Watson Street. Natáčení filmu bylo dokončeno 13. prosince 2024.